# Équipe de Russie des moins de 19 ans de football
Cet article traite de l'équipe masculine. Pour l'équipe féminine, voir Équipe de Russie féminine de football des moins de 19 ans.
Maillots
Actualités
L'équipe de Russie de football des moins de 19 ans (ru : Юношеская сборная России по футболу (до 19 лет)) est une sélection des meilleurs jeunes footballeurs russes, constituée sous l'égide de la Fédération de Russie de football. Elle prend part au championnat d'Europe U19, organisé par l'UEFA et à la coupe du monde U20 organisée par la FIFA.

## Histoire
En 2015, la Russie signe le meilleur résultat de son histoire en allant en finale du championnat d'Europe avec en partie l'équipe des moins de 17 ans championne quelques années avant. Elle est stoppée par l'Espagne mais accueillie au pays sous les applaudissements des fans pour leur performance.

## Palmarès

### Championnat d'Europe de football des moins de 19 ans
| Année | Résultat       | M              | V              | N              | D              | BP             | BC             |                |
| ----- | -------------- | -------------- | -------------- | -------------- | -------------- | -------------- | -------------- | -------------- |
| 2002  | Qualifications | Qualifications | Qualifications | Qualifications | Qualifications | Qualifications | Qualifications | Qualifications |
| 2003  | Tour Élite     | Tour Élite     | Tour Élite     | Tour Élite     | Tour Élite     | Tour Élite     | Tour Élite     | Tour Élite     |
| 2004  | Tour Élite     | Tour Élite     | Tour Élite     | Tour Élite     | Tour Élite     | Tour Élite     | Tour Élite     | Tour Élite     |
| 2005  | Tour Élite     | Tour Élite     | Tour Élite     | Tour Élite     | Tour Élite     | Tour Élite     | Tour Élite     | Tour Élite     |
| 2006  | Tour Élite     | Tour Élite     | Tour Élite     | Tour Élite     | Tour Élite     | Tour Élite     | Tour Élite     | Tour Élite     |
| 2007  | Phase finale   | 3              | 0              | 1              | 2              | 4              | 9              |                |
| 2008  | Tour Élite     | Tour Élite     | Tour Élite     | Tour Élite     | Tour Élite     | Tour Élite     | Tour Élite     | Tour Élite     |
| 2009  | Tour Élite     | Tour Élite     | Tour Élite     | Tour Élite     | Tour Élite     | Tour Élite     | Tour Élite     | Tour Élite     |
| 2010  | Tour Élite     | Tour Élite     | Tour Élite     | Tour Élite     | Tour Élite     | Tour Élite     | Tour Élite     | Tour Élite     |
| 2011  | Tour Élite     | Tour Élite     | Tour Élite     | Tour Élite     | Tour Élite     | Tour Élite     | Tour Élite     | Tour Élite     |
| 2012  | Tour Élite     | Tour Élite     | Tour Élite     | Tour Élite     | Tour Élite     | Tour Élite     | Tour Élite     | Tour Élite     |
| 2013  | Tour Élite     | Tour Élite     | Tour Élite     | Tour Élite     | Tour Élite     | Tour Élite     | Tour Élite     | Tour Élite     |
| 2014  | Tour Élite     | Tour Élite     | Tour Élite     | Tour Élite     | Tour Élite     | Tour Élite     | Tour Élite     | Tour Élite     |
| 2015  | Finaliste      | 5              | 2              | 1              | 2              | 9              | 5              |                |
| Total | 2/14           | 8              | 2              | 2              | 4              | 13             | 14             |                |

### Coupe du monde de football des moins de 20 ans
| Année | Tour             | Position     | M            | V            | N            | D            | BP           | BC           |
| ----- | ---------------- | ------------ | ------------ | ------------ | ------------ | ------------ | ------------ | ------------ |
| 1993  | Quarts de finale | 6th          | 4            | 2            | 0            | 2            | 6            | 7            |
| 1995  | Quarts de finale | 7th          | 4            | 1            | 2            | 1            | 4            | 5            |
| 1997  | Non qualifié     | Non qualifié | Non qualifié | Non qualifié | Non qualifié | Non qualifié | Non qualifié | Non qualifié |
| 1999  | Non qualifié     | Non qualifié | Non qualifié | Non qualifié | Non qualifié | Non qualifié | Non qualifié | Non qualifié |
| 2001  | Non qualifié     | Non qualifié | Non qualifié | Non qualifié | Non qualifié | Non qualifié | Non qualifié | Non qualifié |
| 2003  | Non qualifié     | Non qualifié | Non qualifié | Non qualifié | Non qualifié | Non qualifié | Non qualifié | Non qualifié |
| 2005  | Non qualifié     | Non qualifié | Non qualifié | Non qualifié | Non qualifié | Non qualifié | Non qualifié | Non qualifié |
| 2007  | Non qualifié     | Non qualifié | Non qualifié | Non qualifié | Non qualifié | Non qualifié | Non qualifié | Non qualifié |
| 2009  | Non qualifié     | Non qualifié | Non qualifié | Non qualifié | Non qualifié | Non qualifié | Non qualifié | Non qualifié |
| 2011  | Non qualifié     | Non qualifié | Non qualifié | Non qualifié | Non qualifié | Non qualifié | Non qualifié | Non qualifié |
| 2013  | Non qualifié     | Non qualifié | Non qualifié | Non qualifié | Non qualifié | Non qualifié | Non qualifié | Non qualifié |
| 2015  | Non qualifié     | Non qualifié | Non qualifié | Non qualifié | Non qualifié | Non qualifié | Non qualifié | Non qualifié |
| Total | Quarts de finale | 2/12         | 8            | 3            | 2            | 3            | 10           | 12           |